# Deidamia inscriptum
Deidamia inscriptum är en fjärilsart som beskrevs av Harris 1839. Deidamia inscriptum ingår i släktet Deidamia och familjen svärmare. Inga underarter finns listade i Catalogue of Life.

## Bildgalleri

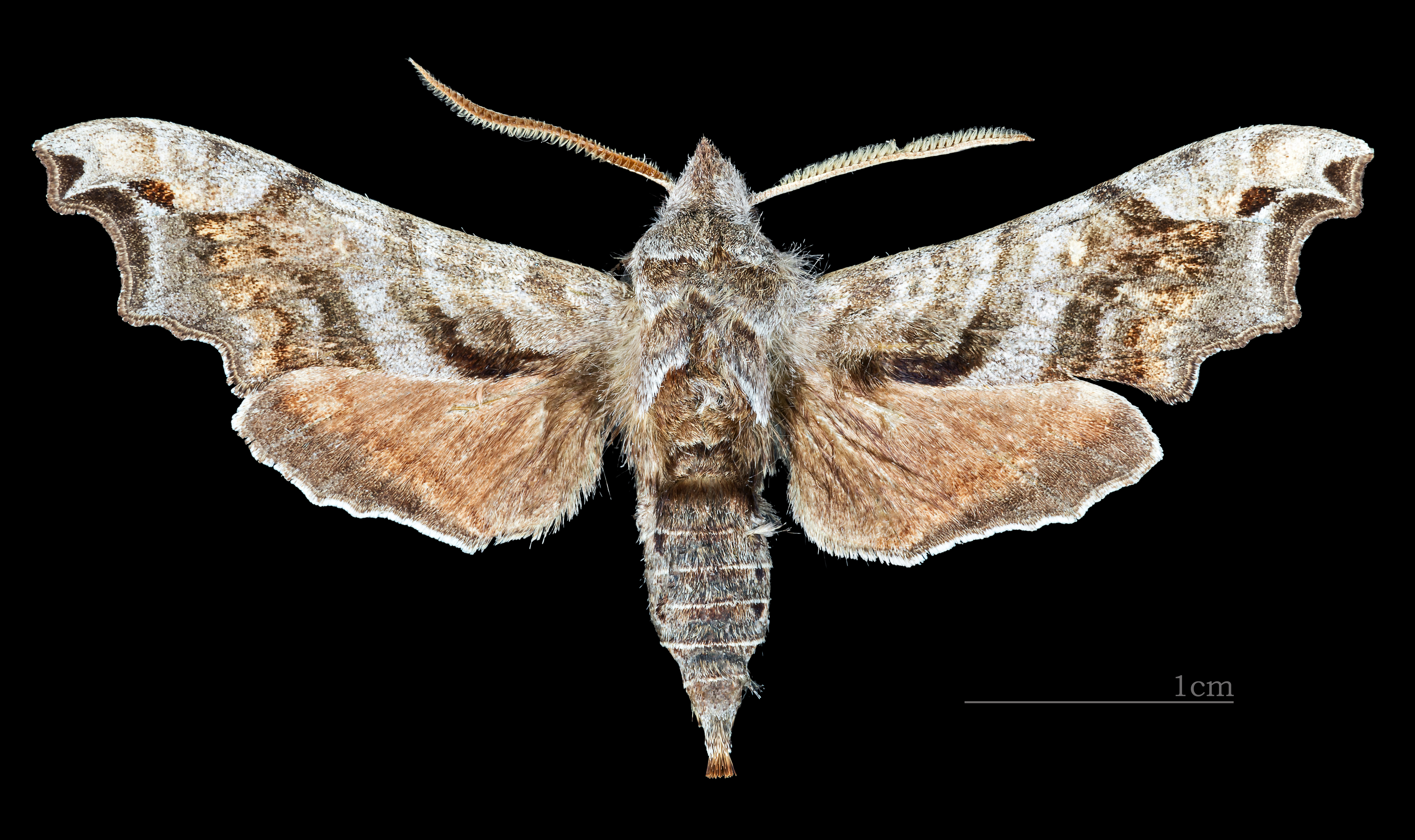
Deidamia inscriptum ♂
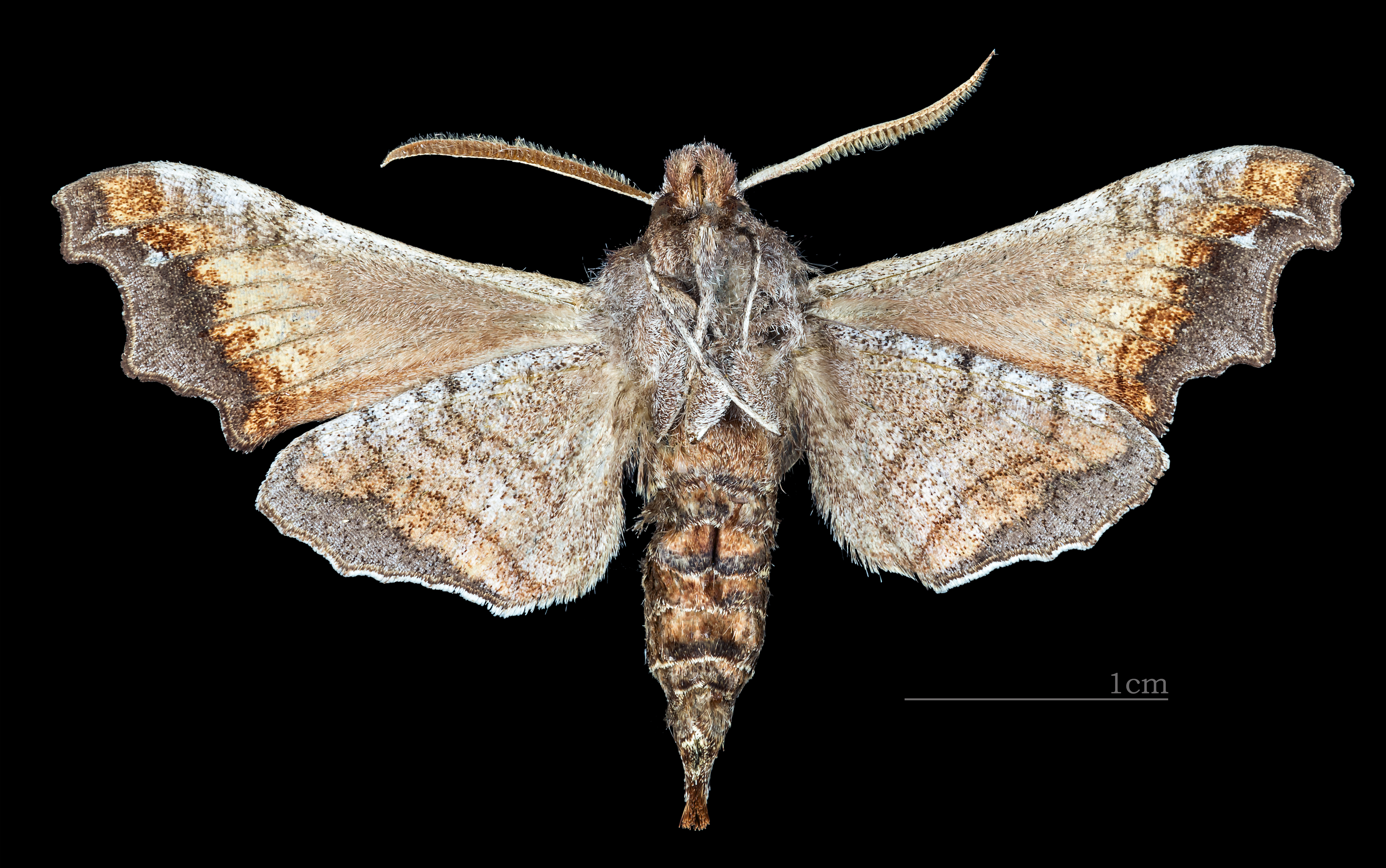
Deidamia inscriptum ♂  △
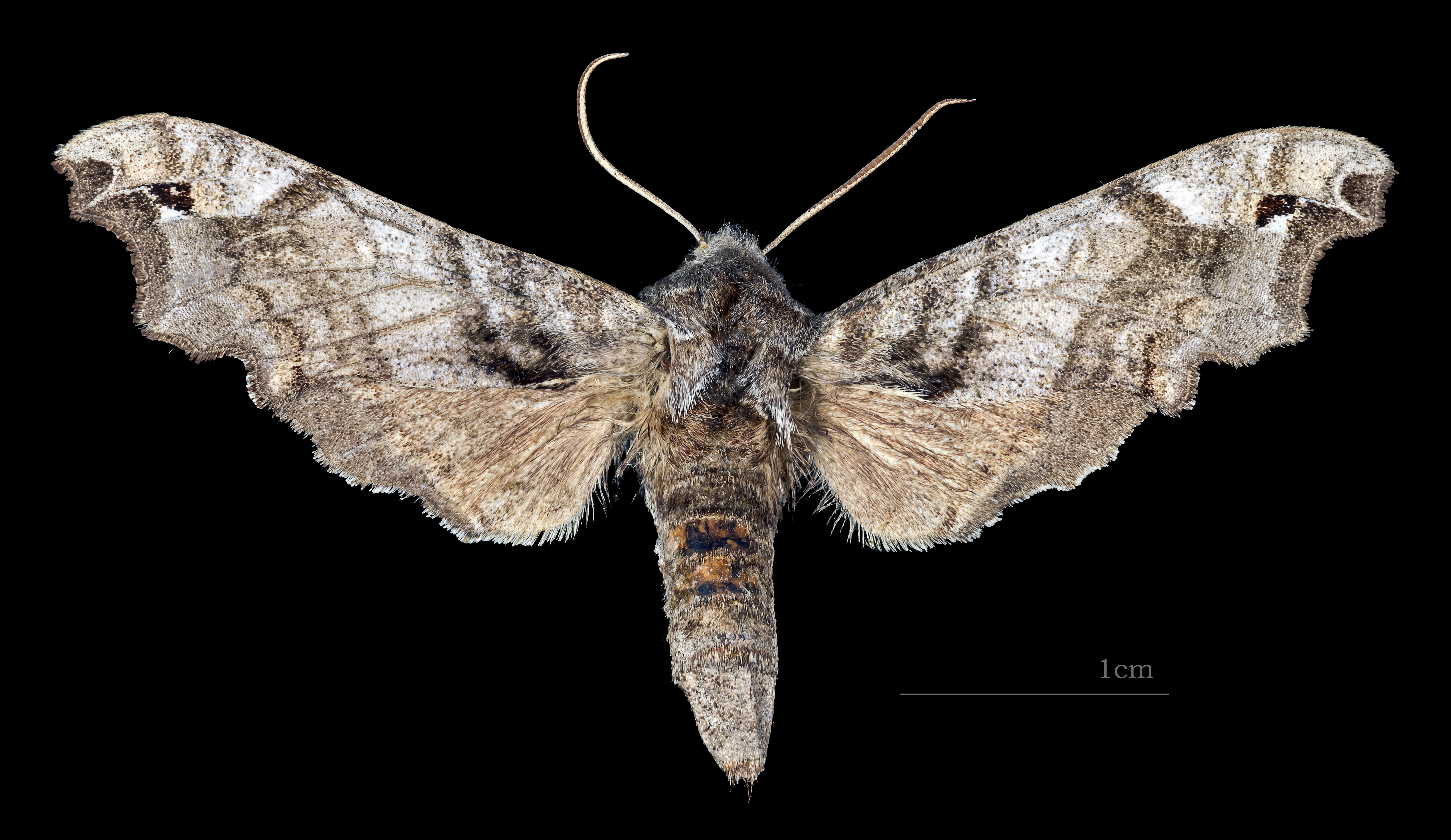
Deidamia inscriptum ♀
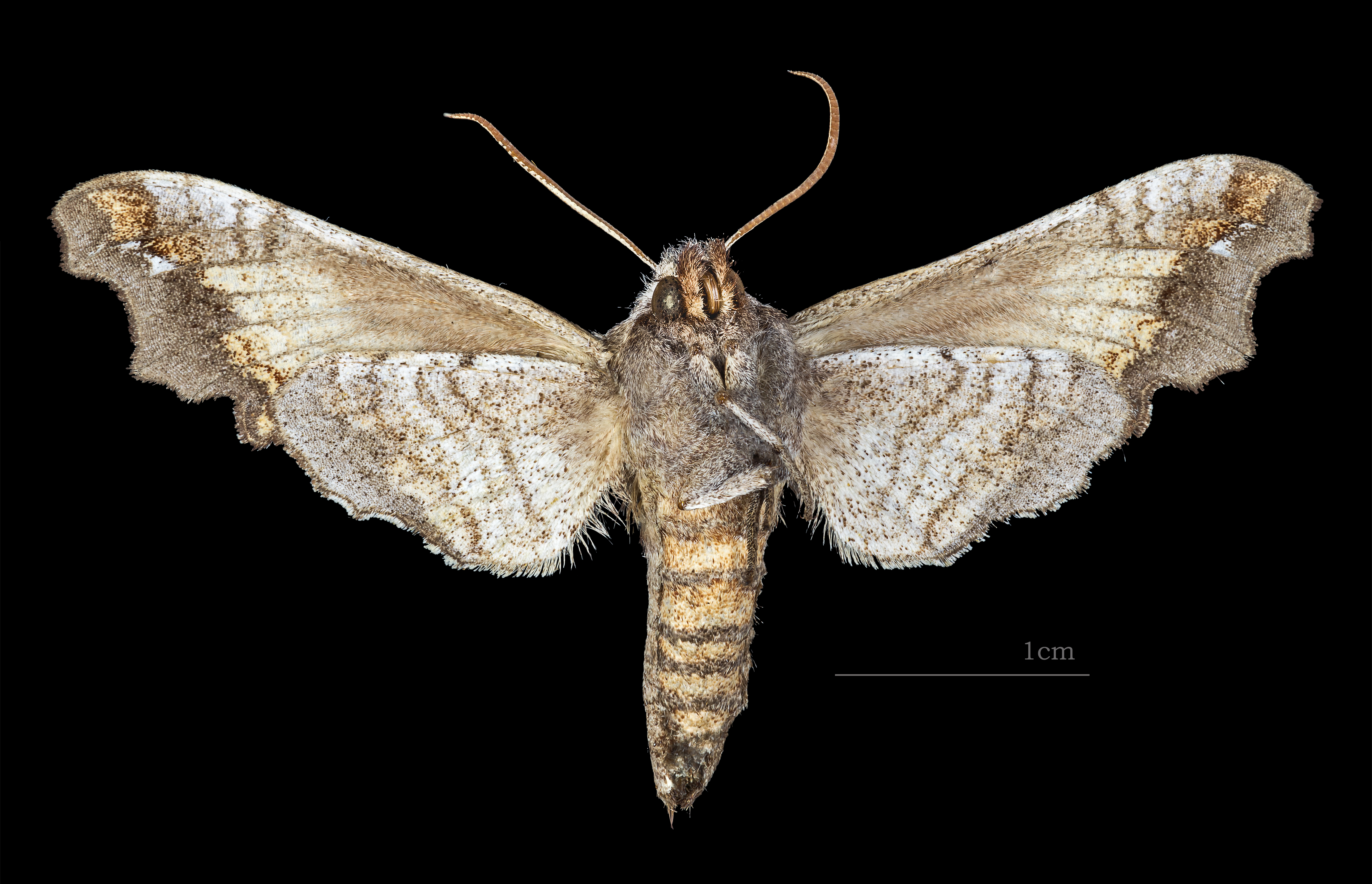
Deidamia inscriptum ♀  △
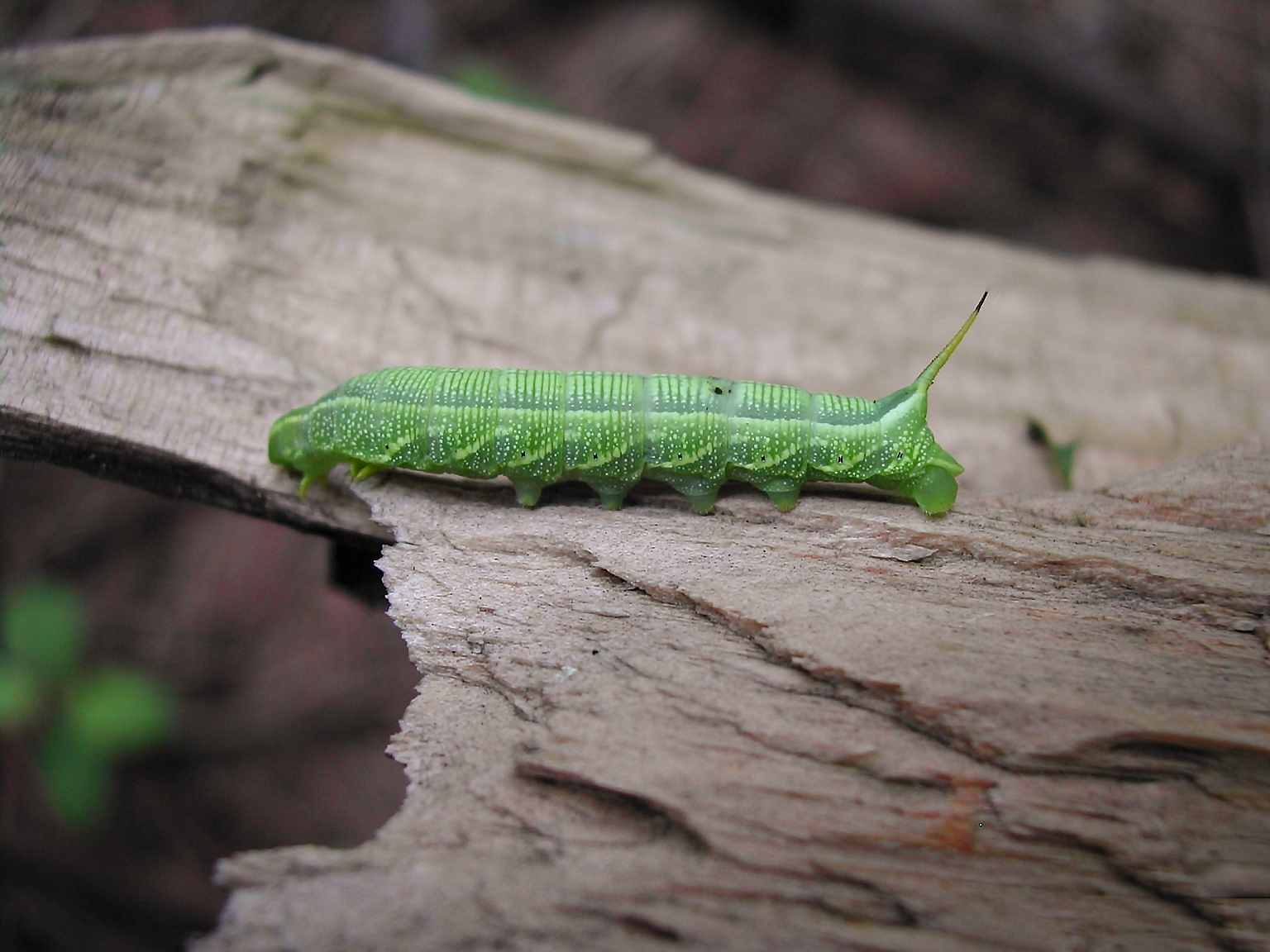